# Danna (Écosse)
Pour les articles homonymes, voir Danna.
Danna est une île du Royaume-Uni située en Écosse, dans les Hébrides intérieures, entourée au nord et à l'est par le Knapdale, une péninsule de la Grande-Bretagne qui se prolonge au sud par le Kintyre.